# Касимов, Абдукарим Касимович
Абдукарим Касимович Касимов (тадж. Абдукарим Қосимов; 10 марта 1933, с. Кулангир, Ходжентский район, Таджикская ССР, СССР — 19 октября 1997, Душанбе, Таджикистан) — советский таджикский хозяйственный, государственный и партийный деятель.

## Биография
Родился 10 марта 1933 в селе Кулангир Ходжентского района Таджикской ССР. Член КПСС с 1961.
В 1956 окончил Таджикский сельскохозяйственный институт.
С 1959 года — на хозяйственной, общественной и политической работе. В 1959—1996 гг. — мастер, прораб, старший прораб СМУ № 22, начальник треста «Таджикцелинстрой», секретарь Ленинабадского обкома КП Таджикистан, министр мелиорации и водного хозяйства Таджикской ССР, первый секретарь Курган-Тюбинского обкома КП Таджикистана, начальник «Главтаджикводстроя»
Избирался депутатом Верховного Совета СССР 11-го созыва, Верховного Совета Таджикской ССР 8-го, 9-го, 10-го и 11-го созывов.
Умер в Душанбе в 1997 году.